# Цибльський край
Ци́бльський кра́й (латис. Ciblas novads) — адміністративно-територіальна одиниця Латвійської Республіки. Розташований у східній частині країни, в історичному регіоні Латгалія. Адміністративний центр — Блонті. Створений 2009 року. Площа — 509,4 км². Населення — 2875 осіб (2011). До складу краю входять 5 волостей.

## Населення
Національний склад краю за результатами перепису населення Латвії 2011 року.
| Національність | К-сть | %        |
| -------------- | ----- | -------- |
| Латиші         | 2248  | 78,19 %  |
| Росіяни        | 516   | 17,95 %  |
| Білоруси       | 40    | 1,39 %   |
| Українці       | 31    | 1,08 %   |
| Поляки         | 15    | 0,52 %   |
| Литовці        | 7     | 0,24 %   |
| Інші           | 18    | 0,63 %   |
| Загалом        | 2875  | 100,00 % |